# The Celebration Tour
The Celebration Tour foi a décima segunda turnê da cantora estadunidense Madonna. Com espetáculos na Europa, América do Norte e América do Sul, teve início em 14 de outubro de 2023 na The O2 Arena em Londres, Inglaterra, e encerrou-se em 4 de maio de 2024 durante um concerto gratuito na Praia de Copacabana no Rio de Janeiro, Brasil. Os rumores sobre uma excursão começaram no final de 2022, após o lançamento da coletânea Finally Enough Love: 50 Number Ones, sendo oficializado em 17 de janeiro de 2023, tendo como foco o catálogo musical e os 40 anos de carreira de Madonna. Inicialmente, a digressão estava prevista para iniciar em 15 de julho de 2023, em Vancouver, no Canadá, mas foi adiada para outubro após a musicista ser hospitalizada no final de junho devido a uma infecção bacteriana.
A The Celebration Tour contou com a direção criativa de Lewis James e Jamie King, figurinos concebidos por vários estilistas, como Guram Gvasalia, Donatella Versace, Jean Paul Gaultier, Dilara Fındıkoğlu e coreografia realizada pelo conjunto francês (La)Horde. O palco, estruturado como um mapa abstrato de Nova Iorque, foi desenvolvido pela empresa britânica Stufish, que já havia colaborado anteriormente com a artista. O repertório da turnê foi constituído por canções que Madonna não cantava ao vivo há mais de uma década. Ao decorrer dos espetáculos, que foram divididos em cinco segmentos temáticos, a cantora homenageou a comunidade LGBT, amigos que faleceram em decorrência do HIV/AIDS e artistas que a inspiraram.
A turnê foi recebida com análises positivas de críticos de música e entretenimento por seu caráter nostálgico, embora o atraso da cantora tenha gerado críticas e duas ações judiciais por parte dos espectadores. Foi bem sucedida comercialmente, vendeu 1,1 milhão de ingressos e lucrou 225,4 milhões de dólares, de acordo com a Billboard, tornando-se uma das turnês mais lucrativas de 2024. O concerto realizado gratuitamente no Rio de Janeiro atraiu 1,6 milhão de pessoas, sendo o maior público da carreira de Madonna e um dos espetáculos gratuitos mais assistido da história. Além de ter impulsionado o turismo e a economia local, gerou uma receita estimada em 293,4 milhões de reais e atraiu turistas de vários países.

## Antecedentes

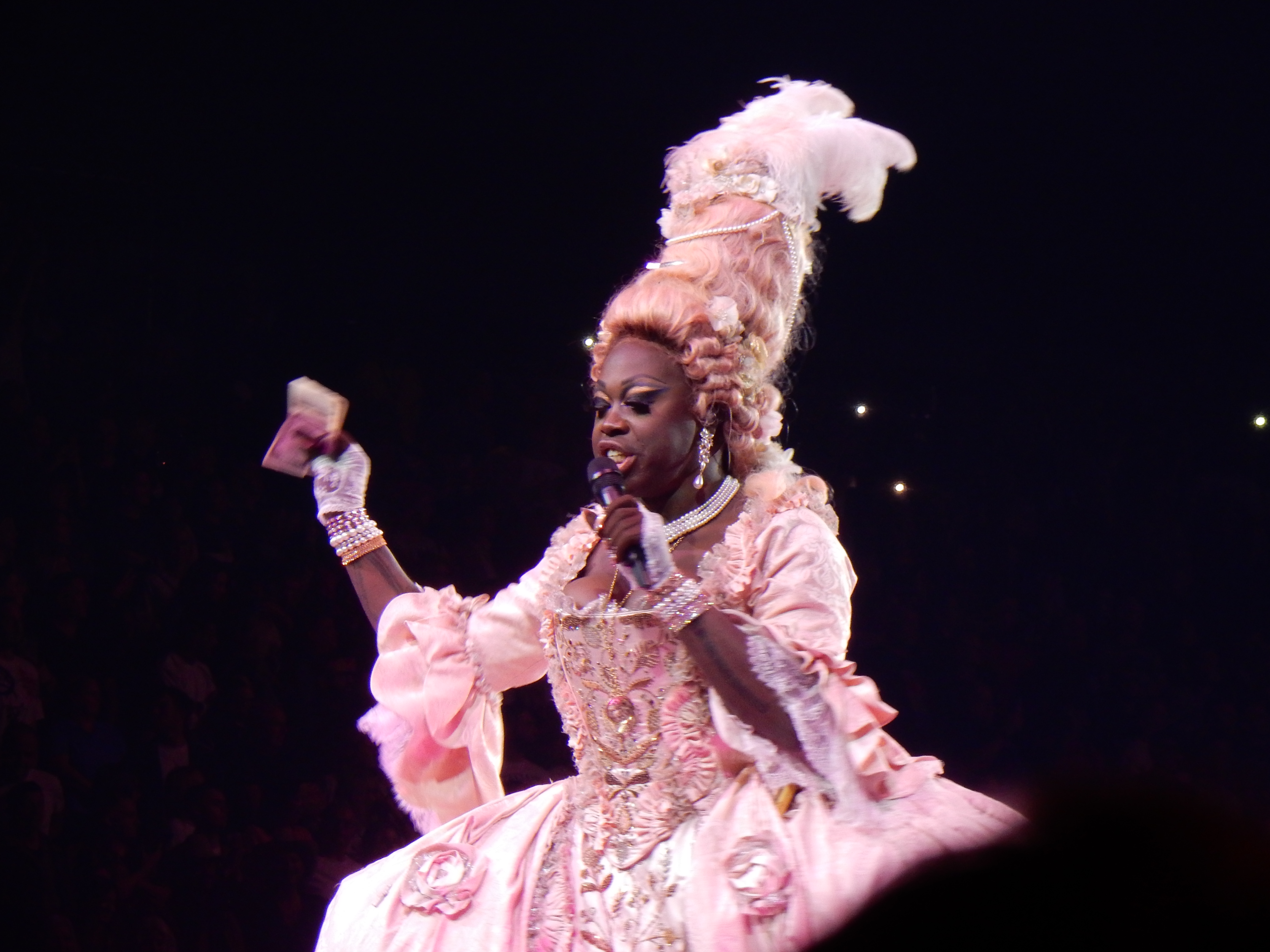
Bob the Drag Queen se apresentando durante um dos concertos, o mesmo esteve presente no vídeo de anúncio da turnê.

Em 19 de agosto de 2022, Madonna lançou Finally Enough Love: 50 Number Ones, um álbum de remisturas com seus maiores sucessos na Dance Club Songs, tabela musical da Billboard. Para divulgar a coletânea, a cantora publicou um vídeo no YouTube respondendo a perguntas de fãs, incluindo sobre uma possível turnê, ao que respondeu: "Vocês querem que eu faça [uma turnê]?". Durante uma entrevista para Variety, referiu-se aos palcos como seu "refúgio". Em outubro, especulações sobre uma excursão surgiram após a imprensa latino-americana divulgar que a artista havia reservado o Estádio Centenário, em Montevidéu, com a finalidade de se apresentar no local em outubro de 2023.
Em 4 de janeiro de 2023, meios de comunicação, como o tabloide britânico The Sun, anunciou que Madonna estava cogitando um turnê em comemoração aos seus 40 anos de carreira, com datas já reservadas na The O2 Arena em Londres. Os rumores se intensificaram após a cantora excluir todas suas publicações no Instagram em 16 de janeiro. No dia seguinte, Madonna anunciou oficialmente a The Celebration Tour por meio de um vídeo, com a participação de várias celebridades, incluindo Amy Schumer, que a desafiou a sair em turnê para "celebrar todos os seus sucessos". Em seu site, declarou: "Estou empolgada em explorar o maior número possível de canções, com a esperança de oferecer aos meus fãs o espetáculo que estavam esperando". Os concertos da The Celebration Tour foram anunciados em arenas, distinguindo-se da Madame X Tour (2019–2020), que ocorreu em teatros.

### Adiamento
Em 24 de junho, Madonna foi hospitalizada em Nova Iorque após ser encontrada inconsciente em casa devido a uma grave infecção bacteriana. O empresário da cantora, Guy Oseary, recorreu ao Instagram para divulgar um comunicado, no qual escreveu: "A saúde [de Madonna] está melhorando, mas ainda está sob cuidados médicos [...] neste momento, precisaremos pausar todos os compromissos, o que inclui a turnê". Com isso, a Live Nation adiou a primeira etapa da digressão, que se iniciaria em 15 de julho em Vancouver.
No final de julho, a artista expressou sua gratidão aos fãs, equipe e família: "Obrigada por toda energia positiva, orações, palavras de cura e encorajamento [...] meu foco agora é recuperar a minha saúde e ficar mais forte, garanto a vocês que voltarei assim que possível. O plano atual é reagendar a etapa norte-americana da turnê e iniciar em outubro, na Europa". Em entrevista à Pollstar, Oseary comentou que "a excursão celebra tanto a carreira quanto a vida de Madonna. Não foi necessário fazer alterações; isso apenas adicionou um significado extra e mais emoção ao espetáculo, tornando-o ainda mais significativo após tudo o que ela superou". A The Celebration Tour, que teve suas novas datas anunciadas em 15 de agosto, teve início em Londres em 14 de outubro de 2023 e terminou com um concerto gratuito na Praia de Copacabana, no Rio de Janeiro, em 4 de maio de 2024. Em comemoração aos concertos em Londres, a fabricante de bandeiras da família real britânica, Flying Colours, confeccionou uma bandeira em homenagem à cantora. Chris Taylor, da mesma, comentou: "[Madonna] é a verdadeira realeza do pop. Fazemos bandeiras para a Família Real há mais de 20 anos, mas nunca fizemos uma bandeira como esta".

## Desenvolvimento

### Concepção e ensaios
Decidiu-se, após várias conversas, celebrar o quadragésimo aniversário de uma carreira marcante, reconhecendo o simbolismo e a importância dessa conquista.

– O empresário Guy Oseary sobre a concepção da turnê.
Lewis James e Jamie King, com quem Madonna já havia trabalhado, foram designados diretores criativos da The Celebration Tour. A musicista ficou interessada em trabalhar com James após ver seu trabalho em um concerto de Post Malone. De acordo com James, a artista estava "extremamente comprometida [...] e sabia exatamente o que queria". Ricardo Gomes foi contratado como cinegrafista da turnê, onde filmava os concertos e verificava se os ângulos das câmeras haviam sido alterados. A coreografia ficou a cargo do conjunto (La)Horde, sediado em Marselha e composto por Martina Brutti, Jonathan Debrouwer e Arthur Harel. Madonna tomou conhecimento do trio através de um de seus bailarinos e os contatou através do Instagram. Ao coreografar os números, o trio se inspirou no passado da cantora. "Exploramos a ideia de uma retrospectiva, ora atualizando coreografias, ora comparando a Madonna de hoje com a do passado", recordou Brutti.
O músico britânico Stuart Price foi designado como diretor musical após uma ligação com Madonna, comentando que o enredo do concerto seria "altamente evoluído". A equipe da turnê contava com 24 dançarinos, 30 fisioterapeutas e mais de 200 pessoas, das quais 25 eram do departamento de figurinos. Bob the Drag Queen foi escolhido por Madonna para ser mestre de cerimônias e hype man da turnê, após ambos se conhecerem durante um evento em 2022. Bob relembrou, com humor, que a artista entrou em contato com sua mãe através do Instagram, dizendo: "Madonna quer trabalhar comigo!". Sara Zambreno, cogerente da cantora, revelou que o seu extenso catálogo dificultou a elaboração do repertório e a equipe considerou separar os segmentos do espetáculo por décadas. Os ensaios da excursão tiveram início no começo de abril de 2023, e foram retomados em meados de agosto, no Nassau Coliseum em Uniondale, após a cantora receber alta. E segundo a revista GQ, duraram seis semanas. Lipson, diretor de palco da Stufish Entertainment, notou que "Madonna ensaiava de maneira diferente, participando intensamente dos ensaios, ao contrário de outros artistas".

### Palco e repertório
Para o palco, Madonna colaborou com a empresa londrina Stufish, com a qual já havia trabalhado em suas turnês anteriores, The MDNA Tour (2012), Rebel Heart Tour (2015–2016) e Madame X Tour (2019–2020). Lipson ressaltou que a equipe desejava criar uma experiência mais imersiva. Segundo James, o espetáculo explora quatro temas centrais: o tempo, a cidade de Nova Iorque, fragmentos e "a história de Madonna". Com base nesses elementos, a estrutura também foi projetada como um mapa abstrato de Nova Iorque, com palcos secundários e passarelas inspiradas nas ruas e bairros de Manhattan, como Uptown, Downtown, Midtown, East e West. A equipe desenvolveu um palco central circular de três níveis, inspirado tanto no bolo de casamento da apresentação de "Like a Virgin" no MTV Video Music Awards de 1984, quanto em um relógio. Um retângulo que flutuava pelo ar, elevava a cantora a 9 m (30 ft) do chão, onde apresentava "Live to Tell". Em "Bedtime Story", a cantora se deitava sobre um cubo que se suspendia a 5 m (16 ft) do público. Tal foi criado pelo artista visual brasileiro Gabriel Massan e inspirado no videoclipe da canção supracitada. O palco incluía um extenso sistema de iluminação circular, com 14 refletores, 600 luzes móveis e mais de 8,800 sinais de iluminação.
Price anunciou que o repertório da turnê contaria com mais de 40 canções, além de alguns discursos. Além disso, a The Celebration Tour foi a primeira excursão de Madonna a não apresentar uma banda ao vivo, uma decisão da própria. Publicações como Billboard, Variety, Rolling Stone UK e Consequence criaram seu "repertório dos sonhos" após o anúncio. Em fevereiro, a cantora perguntou aos fãs no Instagram quais canções deveriam incluir na digressão. Em seguida, listou algumas faixas que poderiam integrar o set list, como "Like a Virgin", "Papa Don't Preach", "Crazy For You", "Lucky Star", "Rescue Me", "Erotica" e "Bad Girl". Seguidamente, a Billboard criou uma enquete para os fãs escolherem quais músicas que desejavam ouvir na turnê. O repertório foi composto por faixas que não eram apresentadas há mais de uma década, como "Bad Girl", "Rain", "Bedtime Story" e "Nothing Really Matters". Além de versões covers de "I Will Survive", de Gloria Gaynor, e "Don't Cry for Me Argentina".

### Figurinos
O The New York Times informou que Guram Gvasalia, da grife suíça Vetements, estava colaborando "secretamente" com a cantora nos figurinos da turnê. A dupla de designers, Eyob Yohannes e Rita Melssen, ficaram encarregados oficialmente dos trajes da excursão, a qual se inspiraram no "passado estilístico de Madonna". A artista também trabalhou com Gvasalia, Donatella Versace, Jean Paul Gaultier e Dilara Fındıkoğlu. Ao criar os figurinos, Melssen e Yohannes tiveram que levar em consideração o movimento e a funcionalidade, já que a cantora realizaria várias trocas durante os concertos. Para simplificar essas mudanças, todos os trajes foram projetados com zíperes nas laterais, e Madonna ainda vestia uma peça sobreposta a outra. No primeiro ato, que teve como referência a Nova Iorque da década de 1980, Fındıkoğlu concebeu um paletó com estética "punk", inspirado em uma peça similar utilizada por Madonna durante uma apresentação no Japão. No segundo ato, inspirado na década de 1990, os figurinos seguiram uma temática de boxe. Madonna trajava um vestido vermelho de seda com detalhes em renda preta, complementado por um roupão de boxe e botas de salto alto até os joelhos, com cadarços. A escolha do tema foi motivada pelo desejo de explorar a liberação sexual presente em canções como "Erotica", conforme idealizado por Yohannes e Melssen. Para a apresentação de "Vogue" (1990), Gaultier desenvolveu um minivestido cônico preto, adornado com cristais, remetendo ao figurino utilizado por Madonna durante a Blond Ambition World Tour (1990). Um modelo alternativo, em tons de verde, amarelo e azul, foi especialmente criado para o concerto no Rio de Janeiro. O terceiro ato, inspirado nos anos 2000, incluiu canções como "Die Another Day" (2003) e "Don't Tell Me" (2000). Nesse segmento, Ruslan Baginskiy elaborou um figurino composto por botas de caubói com biqueira de aço da Miu Miu, espartilho e chapéu de caubói em couro e uma camisa com tachas.
O traje final do espetáculo foi concebido pela Versace com o propósito de transportar a artista para o metaverso. Trata-se de um macacão prateado, confeccionado com um design que simula vidro estilhaçado. Durante o encerramento, ocorre uma sequência em que os dançarinos recriam 17 trajes emblemáticos da trajetória de Madonna. Para assegurar a harmonia entre as novas criações e as peças originais, Madonna concedeu a Yohannes e Melssen acesso a esses itens de seu acervo pessoal. As peças complementares dos figurinos incluíram uma minissaia adornada com correntes e amuletos, meias-calças, um véu de renda branca e 40 pares de luvas de boxe. A Versace também elaborou um macacão estampado, utilizado por Estere, filha de Madonna, durante a apresentação de "Vogue". O estilista Andy Lecompte desenvolveu duas perucas loiras utilizadas por Madonna durante o turnê. A primeira apresentava um corte bob, repartido para o lado, com grandes cachos, inspirado no visual da cantora no videoclipe de "Vogue" e no filme Dick Tracy (1990). A segunda era uma peruca longa, reta e caracterizada por tons rosados. Madonna participou ativamente de todas as etapas do processo criativo, demonstrando atenção aos personagens e à narrativa transmitida pelos figurinos.

## Sinopse do concerto
Antes do início do espetáculo, é exibido no telão uma imagem de Madonna distorcida, criada pelo artista Jess Cuevas. Após a apresentação do DJ, Bob the Drag Queen dá início ao espetáculo, que surge no meio do público com um traje inspirado em Maria Antonieta, similar ao usado por Madonna durante a apresentação de "Vogue" no MTV Video Music Awards de 1990. E fala sobre o início da carreira de cantora em Nova Iorque, no final dos anos 1970 e início dos anos 1980. Seguidamente, Madonna surge no palco central para cantar "Nothing Really Matters" usando um quimono preto. Logo após, "Everybody" e "Into the Groove" são executados, com a intérprete sendo acompanhada por dançarinos trajados em roupas inspiradas nos anos 1980, enquanto os telões ao fundo exibem o horizonte de Nova Iorque. Após afirmar que contará a história de sua vida, ao lado de uma dançarina que denota ser sua versão mais jovem, Madonna executa "Burning Up" em uma guitarra. Em "Open Your Heart", a artista recria o videoclipe ao contorcer-se em uma cadeira. "Holiday" é apresentada em um palco circular inspirado em boates nova-iorquinas, como a Danceteria e a Paradise Garage. Bob interpreta um segurança que não deixa a intérprete entrar na boate, o número é finalizado com os dançarinos caindo um a um no chão, enquanto a cantora desaparece sob o palco. Após trechos de "In This Life" (1992), Madonna canta "Live to Tell" em um retângulo que se eleva do chão, enquanto imagens de vítimas de HIV/AIDS são intercaladas nos telões. O bloco é finalizado com "Like a Prayer", que é apresentada em torno de um zootrópio giratório com dançarinos seminus. No final, David Banda, filho de Madonna, apresenta um solo de guitarra de "Act of Contrition", caracterizado como Prince.
O segundo bloco é iniciado com um interlúdio ao som de "Living for Love" (2014). Então, é executado um vídeo de Bob falando sobre os relacionamentos dos anos 1990. Em seguida, Madonna e seus dançarinos apresentam "Erotica" vestindo trajes de boxe. A intérprete também recria a sequência de masturbação da Blond Ambition em uma cama vermelha de veludo, junto a uma dançarina caracterizada como ela durante a turnê. Na sequência, ocorre uma apresentação de "Justify My Love" com uma coreografia sugestiva. Após o cantar o primeiro verso de "Fever", Madonna apresenta um mashup de "Hung Up" e "Hung Up on Tokischa", acompanhada por várias dançarinas com seios à mostra. Em "Bad Girl", a intérprete conta com a companhia de sua filha, Mercy James, ao piano. A apresentação de "Vogue" traz os dançarinos, ao lado de Estere, em trajes inspirados na cultura do ballroom, desfilando em uma passarela com Madonna e um convidado os julgando. Policiais subjugam a cantora, dando lugar a uma versão reduzida de "Human Nature". O ato é finalizado com "Crazy for You".
Um interlúdio com a canção "The Beast Within" abre o terceiro bloco, apresentando imagens do projeto conceitual X-STaTIC PRO=CeSS (2002), de Steven Klein. Então, a cantora e os dançarinos, em trajes de couro, apresentam "Die Another Day". Em "Don't Tell Me", Madonna recria a coreografia do videoclipe da canção correspondente e finge estar em um tiroteio com Bob. A cantora e seu filho David Banda cantam em dueto "Mother and Father", enquanto imagens de suas mães são intercaladas nos telões. Em seguida, fala sobre maternidade, sua hospitalização e apresenta uma versão acústica de "I Will Survive". Após um mashup entre "La Isla Bonita" e "Don't Cry for Me Argentina", a seção é finalizada com o interlúdio "I Don't Search I Find" que apresenta trechos do discurso de Madonna no Billboard Women in Music de 2016.
No ato final, Madonna, com um macacão e uma longa peruca loira, canta "Bedtime Story" em um cubo gigante na frente do palco. O final da canção se interliga ao início de "Ray of Light". A cantora se eleva do chão em um retângulo, enquanto os dançarinos se apresentam no palco circular. A seção se encerra com uma versão reduzida de "Rain", enquanto o videoclipe de "Frozen" é apresentado nos telões. No interlúdio final, silhuetas de Madonna e Jackson interagem em um mashup de "Like a Virgin" e "Billie Jean", se encerrando com a frase "Never Can Say Goodbye". O número final, "Bitch I'm Madonna", contém elementos de "Give Me All Your Luvin'" (2012). Ao decorrer da apresentação, os dançarinos estão caracterizados como Madonna em diferentes épocas. A cantora encerra o concerto com um breve trecho de "Celebration" e o refrão de "Music", despede-se de suas caracterizações, agradece ao público e desaparece do palco.

## Análise da crítica

### Europa
Sem banda ao vivo, mas com um número impressionante de dançarinos e um carisma envolvente, Madonna celebra quatro décadas de grandes sucessos em um espetáculo audiovisual que transita entre o sensual e o obscuro.

– Kitty Empire, do The Guardian, em resenha a um dos em Londres.
Sobre a estreia da turnê em Londres, Mark Savage, da BBC, enfatizando que "a cantora cativava a todos a cada instante, entregando apresentações meticulosamente elaboradas com convicção e intensidade". Mark Sutherland, da Variety, complementou, afirmando que "o retorno de Madonna foi verdadeiramente apoteótico". Joe Lynch, em sua coluna para a Billboard, disse que o espetáculo foi mais do que uma celebração triunfal. A classificação máxima de cinco estrelas foi dada por Nick Levine, da NME, que elogiou a "excepcional narrativa autobiográfica" da excursão. Em conclusão, argumentou que a The Celebration Tour foi uma "emocionante recordação de que Madonna é uma influência cultural que revolucionou o mundo". A edição britânica da Rolling Stone descreveu o concerto como "dinâmico", destacando as apresentações de "Holiday" e "Live to Tell" – que referiu-se como o "momento emocionante da noite".
"A The Celebration Tour é espetacular, ousada e eventualmente ambígua", disse Thomas H. Green, do portal The Arts Desk. Em sua avaliação para o jornal The Guardian, Laura Snapes elogiou a inclusão de "Vogue" no repertório, ressaltando que a apresentação evidenciava um vínculo autêntico entre Madonna e a comunidade LGBTQ+. A participação dos filhos da cantora também foi amplamente elogiada. Em resenha ao concerto em Paris, a equipe do canal France 24, afirmou que foi "uma emocionante jornada através de alguns dos maiores sucessos de Madonna, que subiu ao palco com uma aparência incrível e com um desempenho vocal igualmente impressionante". Outra avaliação elogiosa veio do El País, o revisor Luis Hidalgo considerou-o "um dos concertos mais completos e deslumbrantes de uma artista conhecida por espetáculos impressionantes, marcados pela elegância, originalidade e ousadia". Liam Hess, da Vogue, destacou o humor de Madonna, notando que "embora, nas turnês anteriores fosse mais robótica, desta vez a artista mostrou-se mais feliz e calorosa".
Shaad D'Souza, da Pitchfork, elogiou a estrutura da The Celebration Tour, destacando o vínculo com as turnês anteriores, além de afirmar que a voz de Madonna "não soava tão bem desde Ray of Light". Apesar de ter notado que o espetáculo não foi tão "meticuloso ou altamente conceitual" quanto as excursões anteriores, D'Souza considerou isso um aspecto positivo, argumentando que possibilitou a execução de números coreografados de forma excepcional. Kirsten Sokol, da emissora belga VRT, expressou-se satisfeita com o "deslumbrante" concerto, mas criticou o atraso da cantora e a ausência de uma banda ao vivo. Algo também notado por Mark Sutherland. Laura Snapes e Nick Reilly criticaram a inclusão de "The Beast Within"; Reilly considerou o interlúdio "longo demais" e comentou: "Quando sucessos como 'Papa Don't Preach' são reduzidos a meras introduções, a relevância do espetáculo é questionada". Ambos concordaram que o concerto perdeu parte da sua narrativa conforme progredia, especialmente após o segundo ato.

### América do Norte
Para o USA Today, Melissa Ruggieri descreveu a turnê como "uma celebração triunfante de uma artista que alcançou todos os seus objetivos, mas que continuava a se superar", ressaltando "Holiday", "La Isla Bonita", "Vogue" e "Like a Prayer" como os melhores momentos da noite. Ao The New York Times, Caryn Ganz assegurou que o primeiro segmento foi o mais descontraído, apontando a apresentação de "Like a Prayer" como a "mais espetacular". No entanto, criticou a ausência de uma banda ao vivo. Em análise ao concerto em Nova Iorque, Ricardo Gomez disse que o atraso de Madonna valeu a espera, apontando "Ray of Light" como o clímax do espetáculo. "Um concerto extremamente enérgico e animado de mais de duas horas, que manteve os fãs – majoritariamente cinquentões – até altas horas da madrugada em uma noite nostálgica", afirmou Kristi Palma, do site Boston.com. Enquanto isso, o Excélsior descreveu-o como uma "celebração de um legado que transcende a música, abrangendo religião, sexualidade e todos os elementos que apenas Madonna consegue reunir em uma festa completamente inclusiva".

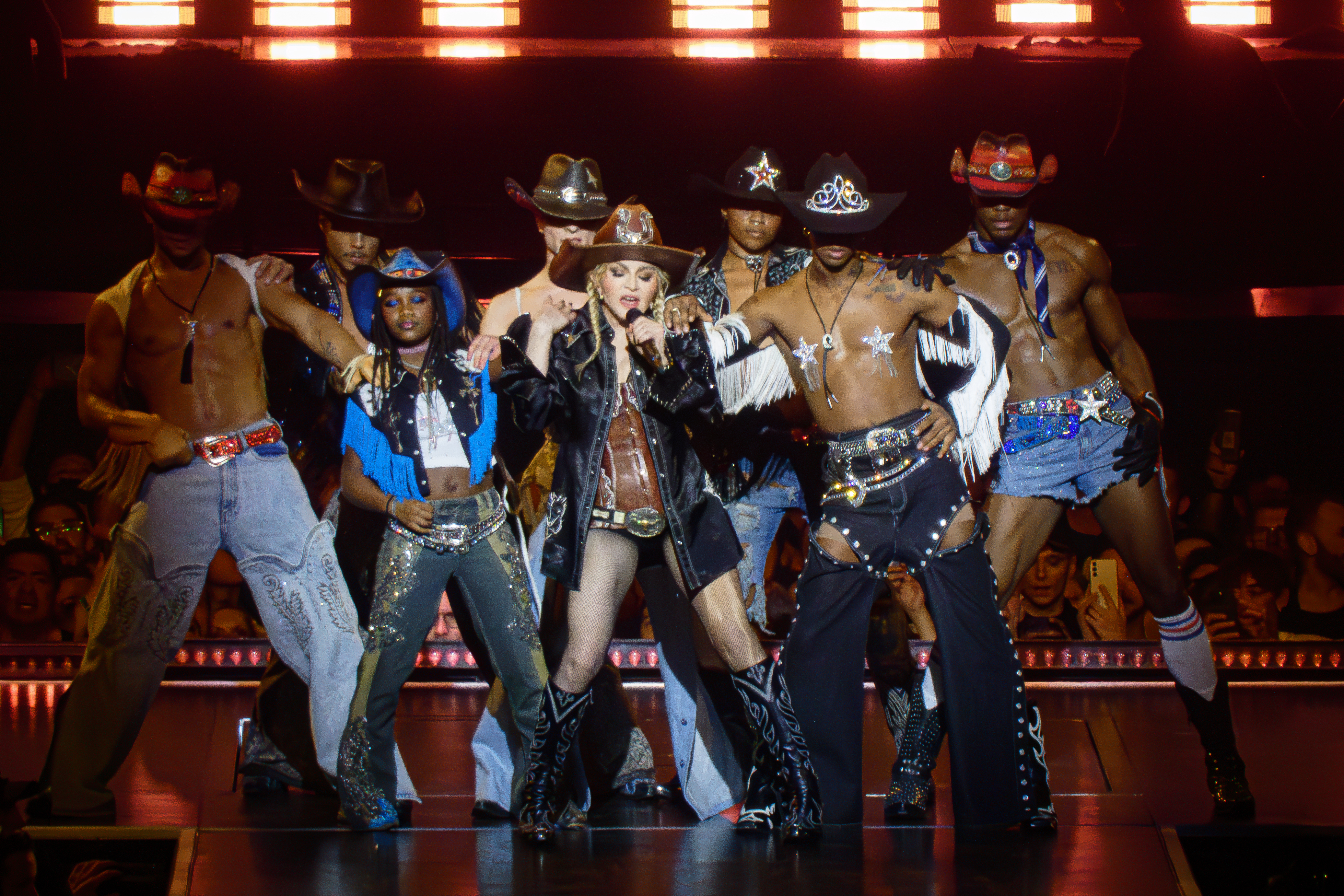
"Don't Tell Me" foi considerado o "destaque da noite" por Kevin Naff, do Washington Blade.

Chris Richards, do The Washington Post, notou que, apesar de ser difícil chocar na era digital, Madonna ainda "encontrou formas de tornar sua música memorável". Elogiando as apresentações de "Into the Groove", "Open Your Heart" e "Like a Prayer", mas criticou o atraso de quase duas horas e as homenagens a Michael Jackson e Prince, considerando-as "estranhas, na melhor das hipóteses, e tenebrosas, na pior". Enquanto, André Hereford avaliou o espetáculo como "energético e autêntico". Na publicação ao Telegram & Gazette, Craig C. Semon disse que o concerto é "um espetáculo teatral sobre a vida de um ícone do pop". Descrevendo a apresentação de "Live to Tell" como "comovente", a de "Vogue" como "deslumbrante" e a de "Don't Tell Me" como "cativante". Jane Stevenson, do Toronto Sun, premiou-o com três estrelas e meia em quatro, afirmando que "apesar da Material Girl agora ter 65 anos e necessitar de uma joelheira, ela ainda sabe como fazer um espetáculo grandioso". Com Bob Gendron, do jornal Chicago Tribune, completando: "A Celebration Tour é ousada, inclusiva, dinâmica, e por vezes, caótica e excessivamente intensa [...] características que definem a trajetória de Madonna".
Houve algumas críticas negativas a respeito do repertório da turnê, Mikael Wood ficou desapontado com inclusão de canções "esquecíveis" como "Die Another Day", o mashup inexplicável entre "Human Nature" e "Crazy For You", e os arranjos deprimentes de "Like a Prayer", "Hung Up" e "Ray of Light". "Para uma excursão intitulada 'Celebration', o espetáculo surpreendentemente careceu de alegria", finalizou. Por outro lado, Brad Wheeler, do The Globe and Mail, destacou que o repertório foi apresentado de maneira inovadora. De acordo com Chris Rutherford, da revista PopMatters: "Em um ano marcado pelo domínio de Taylor Swift e Beyoncé nas turnês, Madonna reafirma sua influência nas gerações subsequentes de artistas de música pop". A Billboard, na lista das melhores turnês de Madonna, classificou a The Celebration Tour em sexto lugar, escrevendo que "com um repertório tão repleto de sucessos icônicos, a maioria de suas 28 entradas no top cinco da Hot 100 ficaram de fora".

### Brasil
O último concerto da turnê, realizado gratuitamente em 4 de maio no Rio de Janeiro, teve uma ampla repercussão nos veículos de comunicação do Brasil. Ronald Villardo, do portal Gshow, elogiou a "disposição de Madonna", acrescentando: "É difícil até de acreditar que a popstar esteve internada até pouco antes da estreia da Celebration Tour. A energia no palco deixa qualquer jovem artista a comer poeira". O jornal O Estadão descreveu a apresentação como um "megaespetáculo da Broadway que entrou para a história". Em publicação ao Correio da Manhã, Lanna Silveira resumiu a apresentação como "emocionante" e "sensual" e após o número de abertura, acrescentou: "O que foi visto a seguir por milhões de brasileiros foi uma demonstração clara da força do fenômeno Madonna". "Copacabana, o Rio e o Brasil celebraram não só uma artista extraordinária, mas também o que ela representa: a ousadia, a coragem e a liberdade", disse Mônica Teixeira em reportagem ao programa dominical Fantástico.
Apesar das críticas favoráveis nos maiores meios de comunicação do país, algumas figuras da mídia e políticos de direita criticaram Madonna e o espetáculo, chamando-lhe de "satânico", "pornográfico" e que "desrespeita os valores morais da sociedade". Logo, várias dessas figuras tentaram associar a cantora às enchentes que ocorreram no Rio Grande do Sul na mesma semana do evento, sob a alegação de que não foi feito um minuto de silêncio às vítimas durante a apresentação nem doações. A artista, por sua vez, nem confirmou nem negou que fez doações. Todas essas críticas vieram de políticos e jornais alinhados ao bolsonarismo, espectro político de extrema-direita, embora muitos deles participaram do evento. O espetáculo foi transmitido ao vivo pelos canais TV Globo e Multishow, e também pelo serviço de streaming Globoplay. Motivado pelo sucesso do espetáculo realizado em Copacabana, o 13.º prefeito do Rio de Janeiro, Eduardo Paes, planejou institucionalizar concertos gratuitos anuais até 2028, como parte do evento Todo Mundo no Rio. A artista norte-americana Lady Gaga foi confirmada como a primeira atração oficial do projeto, cuja apresentação ocorreu no ano seguinte.

## Recepção comercial

### Vendas de ingressos

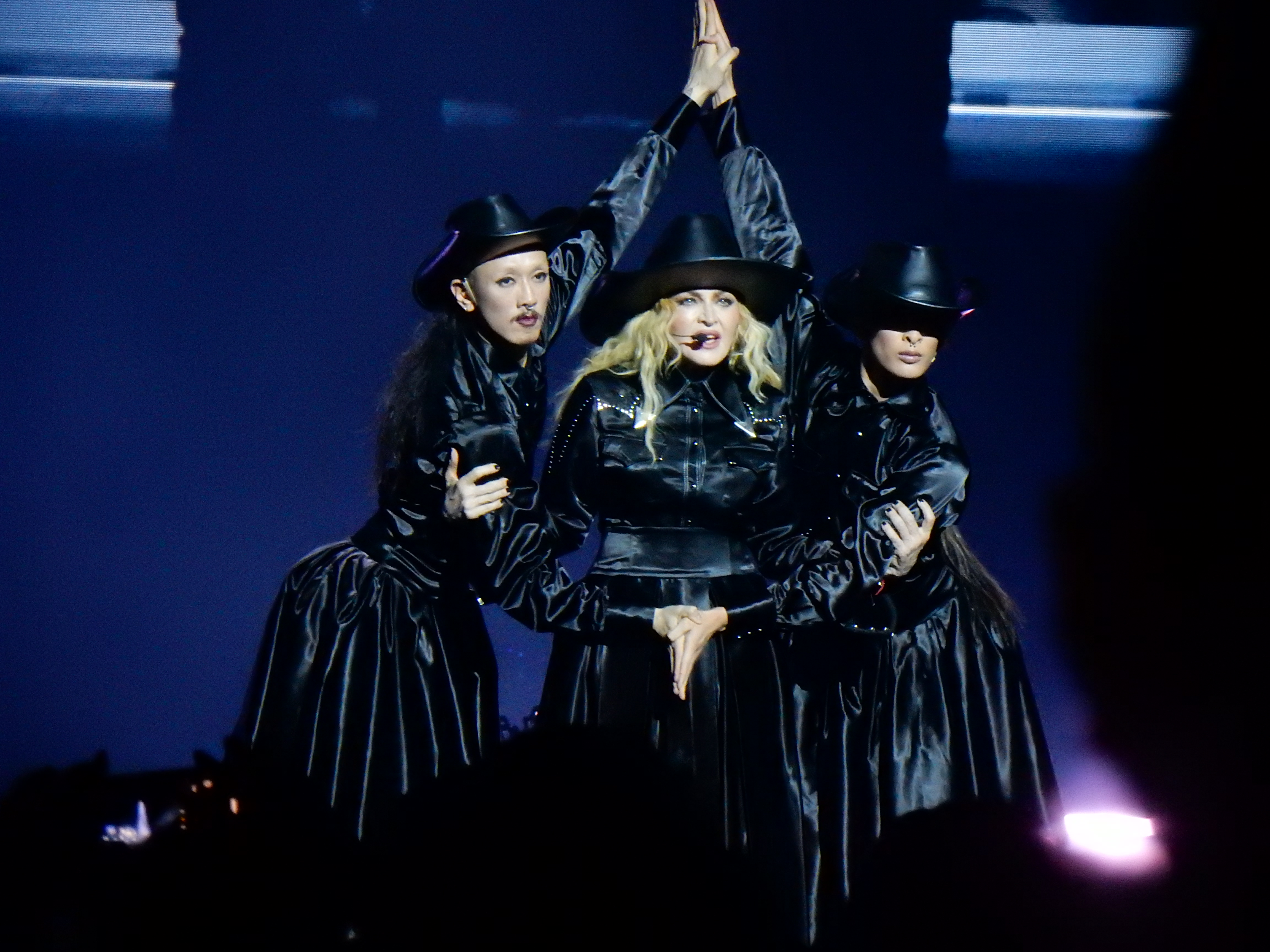
Madonna apresentando "Die Another Day" na The O_{2} Arena em Londres; a cantora se apresentou seis vezes no local.

Apesar dos comentários sobre os elevados preços dos ingressos, novas datas foram adicionadas em várias cidades, como Londres, Nova Iorque, Seattle, Chicago, Toronto, Montreal, Boston, Miami, Houston, Dallas, Austin, São Francisco e Las Vegas. Em 20 de janeiro de 2023, a Billboard divulgou que a turnê estava "98% esgotada" e que 600 mil ingressos foram vendidos em poucas horas na Europa e América do Norte. Os três primeiros concertos em Nova Iorque se esgotaram em menos de 15 minutos. Em Londres, as duas apresentações iniciais acabaram em apenas 20 minutos. Em Paris, os ingressos duraram menos de sete minutos; em Amsterdã, esgotaram-se em 10 minutos. Mais de 200 mil fãs enfrentaram filas para comprar ingressos para os concertos em Londres; na Holanda, foram quase 30 mil. Além disso, o site da Ticketmaster na Espanha apresentou instabilidade temporária devido à alta demanda.
Em 23 de janeiro de 2023, foram divulgadas datas adicionais em Colônia, Berlim e Lisboa. Três dias depois, devido à alta demanda e ao esgotamento dos quatro primeiros concertos em Londres, uma nova data foi adicionada. Ainda no mesmo dia, em virtude da demanda contínua, novas datas foram anunciadas em Nova Iorque e Inglewood, aumentando o total de apresentações nesta última cidade para seis. No dia seguinte, foi anunciado um quarto e último concerto em Paris. Em 30 de janeiro de 2023, em razão da crescente demanda, foi confirmada a realização de um sexto e último espetáculo em Londres. Em 27 de março, foram adicionados oito novos concertos nos Estados Unidos, incluindo duas apresentações em Phoenix e três em São Francisco e Las Vegas. Além disso, foram confirmados espetáculos em Nashville, Palm Springs, Sacramento e Filadélfia.
Diante da expectativa criada pela imprensa mexicana, o anúncio do primeiro concerto na Cidade do México foi realizado em 17 de abril de 2023. Quatro dias após seu rápido esgotamento, uma segunda apresentação foi anunciada, seguida da confirmação de um terceiro concerto em 27 de abril. Em razão da "impressionante demanda", um quarto espetáculo foi anunciado em 4 de maio, seguido pela adição de uma quinta e última data em 1.º de dezembro. De acordo com a Billboard, mais de 1,2 milhão de ingressos haviam sido vendidos até 30 de junho de 2023. A The Celebration Tour destacou-se como uma das turnês mais rápidas em vendas de ingressos na história, sendo descrita pelo The New York Times como "um dos eventos mais rentáveis do ano".

### Arrecadação
Em dezembro de 2023, a Billboard reportou que a etapa europeia da turnê arrecadou um total de 77,5 milhões de dólares, resultado da venda de mais de 429 mil ingressos. Nos quatro primeiros concertos realizados em Londres, Madonna alcançou uma receita de 14,7 milhões de dólares, com a venda de 60 mil ingressos. Além disso, os dois últimos espetáculos na capital britânica geraram uma arrecadação de 7,5 milhões de dólares. Com esse desempenho, Madonna tornou-se a terceira artista com a maior receita em concertos a se apresentar na The O2 Arena após a pandemia de COVID-19, sendo superada apenas por Elton John e Queen + Adam Lambert. Os quatro espetáculos realizados em Paris registraram a venda de 62 mil entradas, resultando em uma arrecadação aproximada de 10,7 milhões de dólares. Segundo a Billboard, a receita média bruta dos concertos na Europa foram de 2,9 milhões de dólares por noite, com a comercialização de 15 900 bilhetes a um preço médio de 180,53 dólares. Comparativamente, foi registrado um aumento de 312% na receita gerada e de 518% no público em comparação com a Madame X Tour. Após o anúncio das apresentações no México, a Billboard estimou que a The Celebration Tour alcançaria uma arrecadação global de aproximadamente 225 milhões de dólares, posicionando-se como a terceira turnê mais lucrativa de Madonna, atrás da Sticky & Sweet Tour (2008-2009), que gerou 407,7 milhões, e da The MDNA Tour, que arrecadou 305,2 milhões de dólares. Conforme os dados divulgados pela Billboard após a conclusão da excursão, Madonna arrecadou um total de 225,4 milhões em 80 apresentações, atingindo um público de 1,1 milhão de pessoas. Consolidando-se como a primeira cantora a ultrapassar a marca de 100 milhões de dólares em seis turnês diferentes. Steven Horowitz, da Variety, divulgou que a turnê apresentou a maior arrecadação de 2024, com uma média de 2,794,007 de dólares por apresentação. Além disso, a artista vendeu, em média, 13 378 ingressos por concerto, totalizando 856 247 entradas comercializadas em 34 apresentações, de um total planejado de 65 datas.

### Turismo e economia

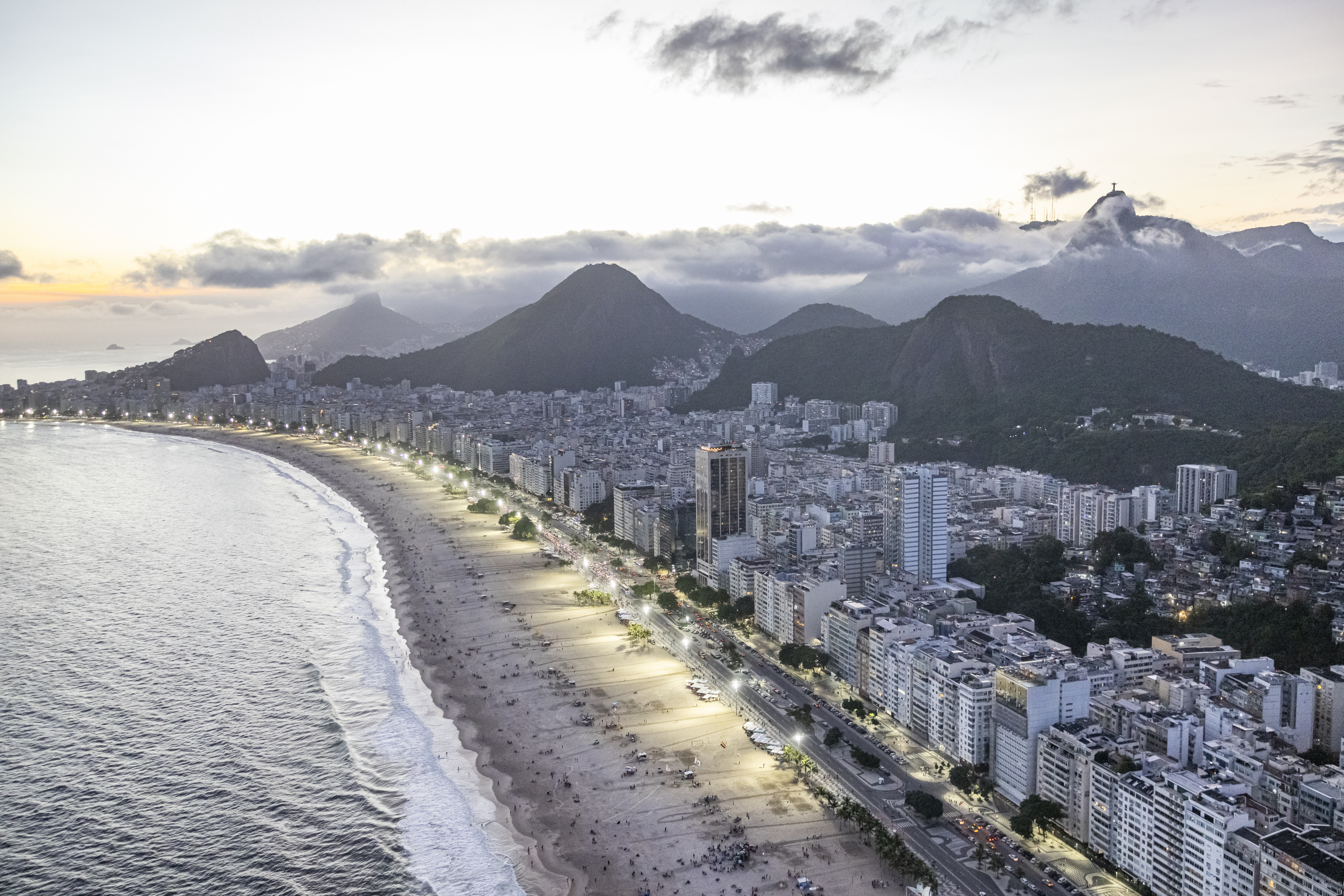
O concerto gratuito realizado na Praia de Copacabana, no Rio de Janeiro, atraiu 1,6 milhão de pessoas, sendo o maior público da carreira de Madonna.

Por volta de 19 de janeiro de 2023, durante a pré-venda, mais de 90% dos hotéis ao redor da The O2 Arena estavam lotados e tiveram que aumentar seus preços. Segundo a Viagogo, fãs de 71 países, como Estados Unidos, Espanha, Índia e Turquia, viajaram à Londres para assistir ao concerto. Após ampla especulação na imprensa brasileira, foi oficialmente anunciado um concerto gratuito na cidade do Rio de Janeiro, em 25 de março de 2024. O evento contou com o patrocínio do Itaú Unibanco, bem como o apoio da prefeitura, do governo estadual do Rio de Janeiro e da cervejaria Heineken. Reunindo um público superior a 1,6 milhão de pessoas, o espetáculo representou o maior já registrado na carreira de Madonna, tornando-se um dos concertos gratuitos mais assistido da história, consolidando-se como a maior audiência já obtida por uma cantora em uma apresentação única.
Antes da oficialização e divulgação do concerto, intensos debates foram promovidos acerca do impacto econômico de Madonna na economia local, especialmente pela Secretaria Municipal de Turismo do Rio de Janeiro. Segundo uma pesquisa realizada pela prefeitura da cidade, que teve como base a estimativa de um milhão de espectadores, o evento geraria uma receita aproximada de 293,4 milhões de reais, valor equivalente a 30 vezes o investimento inicial de 10 milhões de reais, além de representar um aumento de 20% na arrecadação tributária em comparação ao mesmo período do ano de 2023. Até o final de abril de 2024, a TV Globo havia arrecadado 51 milhões de reais com a transmissão do evento. Diversas instituições e veículos de comunicação, como a Agência Brasil e a Agência O Globo, referiram-se ao impulso turístico diretamente associado à artista, como o "efeito Madonna". Esse fenômeno resultou em um aumento significativo nas reservas de hotéis e passagens aéreas. Além disso, o número de ouvintes de Madonna no Spotify no Brasil apresentou um aumento de 26%, enquanto as buscas por seu nome no Google alcançaram o maior índice no país desde o ano de 2012.
Conforme dados divulgados pela Decolar, a divulgação do concerto gerou um aumento considerável na procura por viagens e opções de hospedagem. As buscas por passagens aéreas registraram um aumento de 82% em relação ao final de semana que antecedeu o anúncio. Ao mesmo tempo, a plataforma Airbnb apresentou um notável aumento de 1 000% nas buscas por acomodações. Simultaneamente, as solicitações por passagens de ônibus cresceram 900%, destacando-se um crescimento específico de 682% na ClickBus. Além disso, registrou-se um crescimento de 300% na demanda por serviços de aluguel de barcos. O Sindicato de Hotéis e Meios de Hospedagem do Rio de Janeiro (HotéisRio) registrou um aumento de 30% na demanda por acomodações em um único dia em vários estabelecimentos, o que corresponde a um crescimento de 20% em relação ao ano anterior. A Associação de Supermercados do Estado do Rio de Janeiro (ASSERJ) previu um aumento de 18% nas vendas em supermercados situados na região de Copacabana. Em 1.º de abril de 2024, a Embratur anunciou a emissão de cerca de 7 500 passagens aéreas por meio da plataforma Forward Keys. Refletindo em um aumento de quase quatro vezes na média de chegadas de turistas internacionais em todos os aeroportos brasileiros, bem como um crescimento geral de 27,3% nos voos internacionais, em comparação ao mesmo período do ano anterior.

## Ações judiciais
Em 19 de janeiro de 2024, Michael Fellows e Jonathan Hadden, dois indivíduos que compareceram ao concerto no Barclays Center em 13 de dezembro de 2023, ingressaram com uma ação judicial contra Madonna, alegando que o evento começou com um atraso de duas horas em relação ao horário previsto nos ingressos. Ambos responsabilizaram a cantora, a Live Nation e o local do evento por práticas comerciais consideradas "inconcebíveis, injustas e/ou enganosas". Argumentaram também que o referido atraso configurou como uma quebra de contrato e representou um "claro exemplo de publicidade enganosa". A Live Nation emitiu uma declaração informando que o atraso foi causado por um problema técnico e que a empresa "defenderia o caso de forma vigorosa". Os representantes legais de Madonna argumentaram que a artista "raramente" inicia seus espetáculos pontualmente, acrescentando que Hadden, aparentemente um fã de longa data da cantora, deveria estar ciente disso. No mês de junho, os responsáveis pela ação decidiram desistir do processo.
Um segundo processo foi movido em Washington D.C. três meses após o primeiro, no qual os reclamantes acusaram Madonna de demonstrar "total desrespeito por seus fãs" ao "forçá-los a esperar horas por sua apresentação em uma arena quente e desconfortável". Além disso, a artista foi criticada por não ter se desculpado ao subir ao palco. Os fãs desistiram da ação coletiva em dezembro, sem dar maiores explicações. O atraso da cantora já havia sido criticado por personalidades da mídia, como Joy Behar e Sara Haines.

## Filantropia e homenagens
Em outubro de 2023, Madonna colaborou com a marca Ministry of Tomorrow para lançar uma coleção de produtos exclusivos e em edição limitada. Os itens foram vendidos online e em locais específicos durante a turnê, com toda a receita direcionada à instituição Raising Malawi e ao Chema Vision Children's Center. Madonna também anunciou um concerto em Nashville como resposta a legislações anti-LGBTQ+ nos Estados Unidos, comprometendo-se a destinar parte dos lucros do espetáculo a organizações de direitos trans, classificando a opressão contra pessoas LGBTQ+ como "inaceitável e desumana". O evento, contudo, foi cancelado devido a conflitos de agenda. No decorrer da turnê, Madonna prestou tributo a diversos músicos e artistas falecidos que exerceram influência em sua trajetória artística, como Billie Holiday, David Bowie, Michael Jackson, Prince e Sinéad O'Connor.
Durante a apresentação de "Live to Tell", foram exibidas em telões cerca de 300 imagens de pessoas que faleceram durante a epidemia de AIDS, como Keith Haring e Freddie Mercury. Madonna contratou Sasha Kasiuha para coordenar os efeitos visuais da homenagem, durante a qual foram reunidos, com o apoio do criador do The AIDS Memorial, os nomes de mais de 100,000 vítimas. O tributo foi elogiado pelo cantor britânico Elton John. Ao longo da turnê, a cantora abordou questões políticas de relevância global, incluindo a invasão russa na Ucrânia, o conflito contínuo entre Israel e a Palestina sob controle do Hamas, bem como os atentados ocorridos em Paris em novembro de 2015.

## Repertório
Este é o repertório do concerto ocorrido em 14 de outubro de 2023 em Londres, Inglaterra.
Bloco I
1. "It's a Celebration" (apresentação de Bob the Drag Queen; contém elementos de "Lucky Star", "Celebration", "Material Girl", "Vogue", "Express Yourself" e "Bitch I'm Madonna")
2. "Nothing Really Matters"
3. "Everybody" (contém elementos de "Where's the Party")
4. "Into the Groove" (contém elementos de "Into the Hollywood Groove")
5. "Burning Up"
6. "Open Your Heart"  (contém elementos de "Live to Tell")
7. "Holiday" (contém elementos de "I Want Your Love")
8. "In This Life" (intermissão)
9. "Live to Tell"
10. "Like a Prayer" (contém elementos de "Girl Gone Wild", "Act of Contrition", "Unholy" e "Let's Go Crazy")

Bloco II
1. "Blond Ambition" (interlúdio; contém elementos de "Living for Love", "Fever", "Erotica" e "Justify My Love")
2. "Erotica" (contém elementos de "Final Demo 2" e "Papa Don't Preach")
3. "Justify My Love" (contém elementos de "Gangsta")
4. "Fever" (trecho)
5. "Hung Up" (contém elementos de "Hung Up on Tokischa")
6. "Bad Girl"
7. "Ballroom" (interlúdio; contém elementos de "Up Down Suite", "Break My Soul (The Queens remix)" e "Vogue")
8. "Vogue"
9. "Human Nature"
10. "Crazy for You"

Bloco III
1. "The Beast Within" (interlúdio)
2. "Die Another Day"
3. "Don't Tell Me" (contém elementos de "The Good, the Bad and the Ugly")
4. "Mother and Father"
5. "I Will Survive" (canção de Gloria Gaynor)
6. "La Isla Bonita"
7. "Don't Cry for Me Argentina"
8. "I Don't Search I Find" (intermissão)

Bloco IV
1. "Bedtime Story"
2. "Ray of Light" (Sasha Ultra Violet Mix)
3. "Rain"
4. "Like a Virgin" (interlúdio; contém elementos de "Smooth Criminal", "Billie Jean", "Dangerous", "Express Yourself", "You Rock My World", "The Way You Make Me Feel", "Celebration", "She's Not Me" e "Angel")

Bloco V
1. "Bitch I'm Madonna" (contém elementos de "Give Me All Your Luvin'" e "Unapologetic Bitch")
2. "Celebration" (contém elementos de "Celebration" (Benny Benassi Remix) e "Music")

Notas
- Durante o concerto em Londres, no dia 14 de outubro de 2023, Madonna cantou "Little Star" em comemoração ao 27º aniversário de sua filha, Lourdes Leon.[38]
- O segundo concerto em Londres, no dia 15 de outubro, foi encerrado após "Rain" devido ao toque de recolher do local e ao atraso de Madonna.[167]
- Em alguns concertos, Madonna cantou trechos de "Causing a Commotion".[90][59][168]
- Madonna cantou "Sodade", de Cesária Évora, durante o primeiro concerto em Lisboa.[169]
- Durante o concerto em Nova Iorque, no dia 13 de dezembro de 2023, foi apresentado um mashup de "Burning Up" e "I Love New York".[85] Isso repetiu-se durante o segundo espetáculo em Madison Square Garden, no dia 23 de janeiro de 2024.[170]
- "I Will Survive" foi substituído por "Express Yourself" durante alguns concertos nos Estados Unidos.[a]
- Durante os dois concertos em Toronto, "Rain" foi substituído por "Frozen".[174] A canção também foi apresentado em Detroit.[173]
- "Rain" foi substituído por "Take a Bow" em alguns concertos, como em Saint Paul, São Francisco, Los Angeles e Cidade do México.[b]
- Durante o concerto em Nova Iorque, no dia 29 de janeiro de 2024, Tokischa se apresentou com Madonna durante "Hung Up".[178]
- Madonna cantou trechos de "This Used to Be My Playground" durante o concerto em Chicago, no dia 2 de fevereiro de 2024.[179]
- Durante o concerto em Saint Paul, no dia 13 de fevereiro de 2024, Madonna cantou trechos de "Kiss" no final da apresentação acústica de "Express Yourself".[180]
- Durante o concerto em Inglewood, no dia 7 de março de 2024, Kylie Minogue se apresentou com Madonna durante "I Will Survive" e "Can't Get You Out of My Head".[181]
- Durante o concerto no Rio de Janeiro, "Mother and Father" e "Don't Cry for Me Argentina" foram substituídas por "This Little Light of Mine", "Express Yourself" e "Music", a qual contou com a participação de Pabllo Vittar.[182]

## Datas
| Data (2023)    | Cidade           | País           | Local               | Ato(s) de abertura | Público         | Receita        |
| -------------- | ---------------- | -------------- | ------------------- | ------------------ | --------------- | -------------- |
| 14 de outubro  | Londres          | Inglaterra     | The O2 Arena        | Honey Dijon        | 59,556 / 59,556 | US$ 14,706,417 |
| 15 de outubro  | Londres          | Inglaterra     | The O2 Arena        | Honey Dijon        | 59,556 / 59,556 | US$ 14,706,417 |
| 17 de outubro  | Londres          | Inglaterra     | The O2 Arena        | Diplo              | 59,556 / 59,556 | US$ 14,706,417 |
| 18 de outubro  | Londres          | Inglaterra     | The O2 Arena        | Honey Dijon        | 59,556 / 59,556 | US$ 14,706,417 |
| 21 de outubro  | Antwerp          | Bélgica        | Sportpaleis         | —                  | 34,307 / 34,307 | US$ 5,477,001  |
| 22 de outubro  | Antwerp          | Bélgica        | Sportpaleis         | —                  | 34,307 / 34,307 | US$ 5,477,001  |
| 25 de outubro  | Copenhague       | Dinamarca      | Royal Arena         | —                  | 27,422 / 27,422 | US$ 4,343,987  |
| 26 de outubro  | Copenhague       | Dinamarca      | Royal Arena         | —                  | 27,422 / 27,422 | US$ 4,343,987  |
| 28 de outubro  | Estocolmo        | Suécia         | Tele2 Arena         | —                  | 39,173 / 39,173 | US$ 4,019,448  |
| 1 de novembro  | Barcelona        | Espanha        | Palau Sant Jordi    | Arca               | 35,324 / 35,324 | US$ 5,574,504  |
| 2 de novembro  | Barcelona        | Espanha        | Palau Sant Jordi    | Arca               | 35,324 / 35,324 | US$ 5,574,504  |
| 6 de novembro  | Lisboa           | Portugal       | Altice Arena        | KURA               | 28,946 / 28,946 | US$ 4,807,755  |
| 7 de novembro  | Lisboa           | Portugal       | Altice Arena        | Barata             | 28,946 / 28,946 | US$ 4,807,755  |
| 12 de novembro | Paris            | França         | Accor Arena         | Stuart Price       | 62,781 / 62,781 | US$ 10,722,553 |
| 13 de novembro | Paris            | França         | Accor Arena         | Stuart Price       | 62,781 / 62,781 | US$ 10,722,553 |
| 15 de novembro | Colônia          | Alemanha       | Lanxess Arena       | —                  | 30,049 / 30,049 | US$ 4,959,322  |
| 16 de novembro | Colônia          | Alemanha       | Lanxess Arena       | —                  | 30,049 / 30,049 | US$ 4,959,322  |
| 19 de novembro | Paris            | França         | Accor Arena         | Kiddy Smile        | [ c ]           | [ c ]          |
| 20 de novembro | Paris            | França         | Accor Arena         | Fecal Matter       | [ c ]           | [ c ]          |
| 23 de novembro | Milão            | Itália         | Mediolanum Forum    | Stuart Price       | 22,895 / 22,895 | US$ 4,095,015  |
| 25 de novembro | Milão            | Itália         | Mediolanum Forum    | Stuart Price       | 22,895 / 22,895 | US$ 4,095,015  |
| 28 de novembro | Berlim           | Alemanha       | Mercedes-Benz Arena | Stuart Price       | 25,426 / 25,426 | US$ 4,826,375  |
| 29 de novembro | Berlim           | Alemanha       | Mercedes-Benz Arena | Stuart Price       | 25,426 / 25,426 | US$ 4,826,375  |
| 1 de dezembro  | Amsterdã         | Países Baixos  | Ziggo Dome          | Sevdaliza          | 32,104 / 32,104 | US$ 6,344,416  |
| 2 de dezembro  | Amsterdã         | Países Baixos  | Ziggo Dome          | Sevdaliza          | 32,104 / 32,104 | US$ 6,344,416  |
| 5 de dezembro  | Londres          | Inglaterra     | The O2 Arena        | Stuart Price       | 31,111 / 31,111 | US$ 7,588,038  |
| 6 de dezembro  | Londres          | Inglaterra     | The O2 Arena        | Stuart Price       | 31,111 / 31,111 | US$ 7,588,038  |
| 13 de dezembro | Nova Iorque      | Estados Unidos | Barclays Center     | Honey Dijon        | 37,782 / 37,782 | US$ 7,774,698  |
| 14 de dezembro | Nova Iorque      | Estados Unidos | Barclays Center     | DJ Swisha & Sammy  | 37,782 / 37,782 | US$ 7,774,698  |
| 16 de dezembro | Nova Iorque      | Estados Unidos | Barclays Center     | Mary Mac           | 37,782 / 37,782 | US$ 7,774,698  |
| 18 de dezembro | Washington, D.C. | Estados Unidos | Capital One Arena   | Mary Mac           | 22,896 / 22,896 | US$ 4,808,752  |
| 19 de dezembro | Washington, D.C. | Estados Unidos | Capital One Arena   | Mary Mac           | 22,896 / 22,896 | US$ 4,808,752  |

| Data (2024)     | Cidade           | País           | Local                      | Ato(s) de abertura | Público                      | Receita         |
| --------------- | ---------------- | -------------- | -------------------------- | ------------------ | ---------------------------- | --------------- |
| 8 de janeiro    | Boston           | Estados Unidos | TD Garden                  | Stuart Price       | 25,685 / 25,685              | US$ 5,509,791   |
| 9 de janeiro    | Boston           | Estados Unidos | TD Garden                  | Stuart Price       | 25,685 / 25,685              | US$ 5,509,791   |
| 11 de janeiro   | Toronto          | Canadá         | Scotiabank Arena           | Frank Walker       | 30,146 / 30,146              | US$ 5,533,143   |
| 12 de janeiro   | Toronto          | Canadá         | Scotiabank Arena           | Frank Walker       | 30,146 / 30,146              | US$ 5,533,143   |
| 15 de janeiro   | Detroit          | Estados Unidos | Little Caesars Arena       | Omar-S             | 13,516 / 13,516              | US$ 2,725,951   |
| 18 de janeiro   | Montreal         | Canadá         | Bell Centre                | Mary Mac           | 30,670 / 30,670              | US$ 5,094,575   |
| 20 de janeiro   | Montreal         | Canadá         | Bell Centre                | Mary Mac           | 30,670 / 30,670              | US$ 5,094,575   |
| 22 de janeiro   | Nova Iorque      | Estados Unidos | Madison Square Garden      | Stuart Price       | 41,207 / 41,207              | US$ 10,289,619  |
| 23 de janeiro   | Nova Iorque      | Estados Unidos | Madison Square Garden      | Stuart Price       | 41,207 / 41,207              | US$ 10,289,619  |
| 25 de janeiro   | Filadélfia       | Estados Unidos | Wells Fargo Center         | Sammy              | 12,037 / 12,037              | US$ 2,044,220   |
| 29 de janeiro   | Nova Iorque      | Estados Unidos | Madison Square Garden      | Bearcat            | [ f ]                        | [ f ]           |
| 1 de fevereiro  | Chicago          | Estados Unidos | United Center              | Honey Dijon        | 27,405 / 27,405              | US$ 6,748,085   |
| 2 de fevereiro  | Chicago          | Estados Unidos | United Center              | Honey Dijon        | 27,405 / 27,405              | US$ 6,748,085   |
| 5 de fevereiro  | Pittsburgh       | Estados Unidos | PPG Paints Arena           | Mary Mac           | 11,672 / 11,672              | US$ 2,204,097   |
| 8 de fevereiro  | Cleveland        | Estados Unidos | Rocket Mortgage FieldHouse | Mary Mac           | 14,139 / 14,139              | US$ 2,895,768   |
| 13 de fevereiro | Saint Paul       | Estados Unidos | Xcel Energy Center         | Mary Mac           | 12,024 / 12,024              | US$ 2,378,636   |
| 17 de fevereiro | Seattle          | Estados Unidos | Climate Pledge Arena       | Mary Mac           | 27,582 / 27,582              | US$ 5,716,576   |
| 18 de fevereiro | Seattle          | Estados Unidos | Climate Pledge Arena       | Mary Mac           | 27,582 / 27,582              | US$ 5,716,576   |
| 21 de fevereiro | Vancouver        | Canadá         | Rogers Arena               | Mary Mac           | 13,458 / 13,458              | US$ 2,204,034   |
| 24 de fevereiro | Sacramento       | Estados Unidos | Golden 1 Center            | Mary Mac           | 12,982 / 12,982              | US$ 2,693,456   |
| 27 de fevereiro | São Francisco    | Estados Unidos | Chase Center               | Stuart Price       | 26,443 / 26,443              | US$ 6,577,948   |
| 28 de fevereiro | São Francisco    | Estados Unidos | Chase Center               | Stuart Price       | 26,443 / 26,443              | US$ 6,577,948   |
| 1 de março      | Paradise         | Estados Unidos | T-Mobile Arena             | Bearcat            | 28,869 / 28,869              | US$ 7,566,992   |
| 2 de março      | Paradise         | Estados Unidos | T-Mobile Arena             | Bearcat            | 28,869 / 28,869              | US$ 7,566,992   |
| 4 de março      | Inglewood        | Estados Unidos | Kia Forum                  | Stuart Price       | 64,493 / 64,493              | US$ 13,360,248  |
| 5 de março      | Inglewood        | Estados Unidos | Kia Forum                  | Stuart Price       | 64,493 / 64,493              | US$ 13,360,248  |
| 7 de março      | Inglewood        | Estados Unidos | Kia Forum                  | Bearcat            | 64,493 / 64,493              | US$ 13,360,248  |
| 9 de março      | Inglewood        | Estados Unidos | Kia Forum                  | Bearcat            | 64,493 / 64,493              | US$ 13,360,248  |
| 11 de março     | Inglewood        | Estados Unidos | Kia Forum                  | Bearcat            | 64,493 / 64,493              | US$ 13,360,248  |
| 13 de março     | Thousand Palms   | Estados Unidos | Acrisure Arena             | Bearcat            | 9,027 / 9,027                | US$ 2,376,991   |
| 16 de março     | Phoenix          | Estados Unidos | Footprint Center           | Bearcat            | 12,596 / 12,596              | US$ 3,214,228   |
| 19 de março     | Denver           | Estados Unidos | Ball Arena                 | Mary Mac           | 12,472 / 12,472              | US$ 2,640,479   |
| 24 de março     | Dallas           | Estados Unidos | American Airlines Center   | Mary Mac           | 23,726 / 23,726              | US$ 5,047,270   |
| 25 de março     | Dallas           | Estados Unidos | American Airlines Center   | Mary Mac           | 23,726 / 23,726              | US$ 5,047,270   |
| 28 de março     | Houston          | Estados Unidos | Toyota Center              | Mary Mac           | 19,268 / 19,268              | US$ 3,724,053   |
| 29 de março     | Houston          | Estados Unidos | Toyota Center              | Mary Mac           | 19,268 / 19,268              | US$ 3,724,053   |
| 1 de abril      | Atlanta          | Estados Unidos | State Farm Arena           | Mary Mac           | 11,139 / 11,139              | US$ 2,679,812   |
| 4 de abril      | Tampa            | Estados Unidos | Amalie Arena               | Mary Mac           | 14,396 / 14,396              | US$ 2,950,174   |
| 6 de abril      | Miami            | Estados Unidos | Kaseya Center              | Stuart Price       | 37,556 / 37,556              | US$ 8,649,389   |
| 7 de abril      | Miami            | Estados Unidos | Kaseya Center              | Stuart Price       | 37,556 / 37,556              | US$ 8,649,389   |
| 9 de abril      | Miami            | Estados Unidos | Kaseya Center              | Stuart Price       | 37,556 / 37,556              | US$ 8,649,389   |
| 14 de abril     | Austin           | Estados Unidos | Moody Center               | Honey Dijon        | 22,957 / 22,957              | US$ 5,706,268   |
| 15 de abril     | Austin           | Estados Unidos | Moody Center               | Honey Dijon        | 22,957 / 22,957              | US$ 5,706,268   |
| 20 de abril     | Cidade do México | México         | Palacio de los Deportes    | Stuart Price       | 82,421 / 82,421              | US$ 14,797,461  |
| 21 de abril     | Cidade do México | México         | Palacio de los Deportes    | Stuart Price       | 82,421 / 82,421              | US$ 14,797,461  |
| 23 de abril     | Cidade do México | México         | Palacio de los Deportes    | Stuart Price       | 82,421 / 82,421              | US$ 14,797,461  |
| 24 de abril     | Cidade do México | México         | Palacio de los Deportes    | Blond:ish          | 82,421 / 82,421              | US$ 14,797,461  |
| 26 de abril     | Cidade do México | México         | Palacio de los Deportes    | Sammy              | 82,421 / 82,421              | US$ 14,797,461  |
| 4 de maio       | Rio de Janeiro   | Brasil         | Praia de Copacabana        | Diplo Barata       | 1,600,000                    | —               |
| Total           | Total            | Total          | Total                      | Total              | 1,127,658 / 1,127,658 (100%) | US$ 225,377,545 |

### Cancelamentos
| Data                   | Cidade        | País           | Local                  | Motivo              |
| ---------------------- | ------------- | -------------- | ---------------------- | ------------------- |
| 27 de julho de 2023    | Tulsa         | Estados Unidos | BOK Center             | Conflitos de agenda |
| 22 de dezembro de 2023 | Nashville     | Estados Unidos | Bridgestone Arena      | Conflitos de agenda |
| 15 de janeiro de 2024  | São Francisco | Estados Unidos | Chase Center           | Conflitos de agenda |
| 18 de janeiro de 2024  | Las Vegas     | Estados Unidos | MGM Grand Garden Arena | Conflitos de agenda |
| 20 de janeiro de 2024  | Phoenix       | Estados Unidos | Footprint Center       | Conflitos de agenda |